# Universidade Estadual de Feira de Santana
La Universitat Estatal de Feira de Santana (Universidade Estadual de Feira de Santana, UEFS) és una institució pública d'educació superior al Brasil, amb seu a la ciutat de Feira de Santana, Bahia. Fins a la dècada de 1990, també va ser l'única universitat en aquesta ciutat.
En l'actualitat, la universitat compta amb 27 cursos de pregrau, ofereix 765 places per al tercer grau, amb una mitjana de 17,85 candidats per escó.